# Isoespín
En física, i específicament, en la física de partícules, l'isoespín (espín isotòpic o espín isobàric) és un nombre quàntic relacionat amb la interacció forta i aplicat a les interaccions del neutró i el protó. Aquest terme es deriva d'espín isotòpic, però aquest terme es confon amb dos isòtops de nuclis que tinguin diferents quantitats de nucleons, mentre la rotació de l'isoespín manté el nombre de nucleons. Els físics nuclears prefereixen anomenar-lo espín isobàric, que és més precís en el seu significat. La simetria de l'isoespín és un subconjunt de la simetria del sabor que es veu de manera més àmplia en les interaccions de barions i mesons. La simetria d'isoespín conserva un concepte important en la física de partícules i una tancada examinació d'aquesta simetria històricament porta directament al descobriment i comprensió dels quarks i la teoria de Yang-Mills.

## Simetria
L'isoespín fou introduït per Werner Heisenberg per explicar moltes simetries relacionades:
- La massa dels neutrons i els protons és gairebé idèntica: són gairebé degenerats i se'ls anomena nucleons. Així el protó té càrrega positiva i el neutró és neutre, són gairebé idèntics en tots els altres aspectes.
- La força de la interacció forta entre qualsevol parell de nucleons és la mateixa, independent de si interaccionen com protons o com neutrons.
- La massa d'un pió que mitjança entre la interacció forta i els nucleons és la mateixa. En particular, la massa d'un pió positiu (i la seva antipartícula) és gairebé idèntica a la d'un pió neutre.

En mecànica quàntica, quan un hamiltonià té una simetria, aquesta simetria es manifesta en si mateixa a través d'un conjunt d'estats que tenen (gairebé) la mateixa energia; això és, els estats són degenerats. En la física de partícules, la massa és sinònim d'energia (des que es coneix que E = mc²) i així la massa degenerada del neutró i el protó en una simetria hamiltoniana descriu la interacció forta. El neutró té la massa lleugerament superior: la massa degenerada no és exacta. El protó està carregat, el neutró no. Tanmateix, en aquest cas es podria en general per mecànica quàntica, l'aparença de la simetria pot ser imperfecta, com si fos una pertorbació d'altres forces, que donen lloc a lleugeres diferències entre estats.

## SU(2)
La contribució de Heisenberg fou en assenyalar que la formulació matemàtica d'aquesta simetria és en alguns aspectes similar a la formulació matemàtica de l'espín, d'on es deriva el seu nom "isoespín". Per ser precís, la simetria isoespín aquesta donada per la invariància del hamiltonià de les interaccions fortes sota l'acció d'un grup de Lie SU(2). El neutró i el protó estan assignats a un doblet (l'espín-1/2 o una representació fonamental) de SU(2). Els pions són assignats a un triplet (l'espín-1 o representació adjunta) de SU(2).
Només si és el cas d'un espín regular, l'isoespín està descrit per dos nombres, I, l'isoespín total i I₃ el component de l'espín de vector en la direcció donada. El protó i el neutró tenen ambdós I=1/2, quan romanen al doblet. El protó té I₃=+1/2 o ísoespín-amunt' i el neutró té I=1 i π+ o 'avall'. Els pions, que romanen al triplet, tenen I=1 i π+, π0 i π− tenen, respectivament I₃=+1, 0, −1.

## Relació amb el sabor
El descobriment i la posterior anàlisi de partícules addicionals, ambdós mesons i barions, deixa clar que el concepte de simetria isoespín pot ser ampliat per un parell de grups grans de simetria, ara anomenat simetria de sabor. Una vegada que el kaó i la seva propietat d'estranyesa foren enteses millor, començà a aclarir-se això, també, semblant part d'una ampliació, més simetries generals que contenien l'isoespín com un subconjunt. La més gran simetria fou anomenada com vuit maneres per Murray Gell-Mann, i fou ràpidament reconeguda per correspondre a la representació adjunta de SU(3). Això immediatament dugué a la proposta de Gell-Mann de l'existència dels quarks. Els quarks podrien pertànyer a la representació fonamental de la simetria del sabor SU(3) i això és d'un representant fonamental, aquests conjugats (quark i antiquarks) amb els de major representació (mesons i barions) podrien ser assemblats. En definitiva, la teoria de grups de Lie i l'àlgebra de Lie modelaren la realitat física de partícules de la manera més excepcional i inesperada.
El descobriment dels mesons J/ψ i encant conduí a l'expansió de la simetria del sabor de SU(4) i el descobriment del mesó Upsilon (i dels corresponents quarks fons-antifons) dugué a l'actual simetria del sabor SU(6). La simetria d'isoespín és només un petit racó d'aquesta simetria més gran. Hi ha raons teòriques fortes, confirmades experimentalment, que porten a creure que no hi ha noves famílies de quarks.

## Simetria isoespín de quarks
En el marc del model estàndard, la simetria isoespín d'un protó i un neutró són reinterpretades com la simetria isoespín d'un quark amunt i un quark avall. Tècnicament, l'estat doblet del nucleó és com una combinació lineal del producte de tres partícules isoespín de doble estat i espín de doble estat. Això és, la funció d'ona del protó (espín), en termes dels estats propis quark-sabor, és descrita per
{\displaystyle \vert p\uparrow \rangle ={\frac {1}{3{\sqrt {2}}}}\left({\begin{array}{ccc}\vert duu\rangle &\vert udu\rangle &\vert uud\rangle \end{array}}\right)\left({\begin{array}{ccc}2&-1&-1\\-1&2&-1\\-1&-1&2\end{array}}\right)\left({\begin{array}{c}\vert \downarrow \uparrow \uparrow \rangle \\\vert \uparrow \downarrow \uparrow \rangle \\\vert \uparrow \uparrow \downarrow \rangle \end{array}}\right)}
I el neutró (espín-amunt) per 
{\displaystyle \vert n\uparrow \rangle ={\frac {1}{3{\sqrt {2}}}}\left({\begin{array}{ccc}\vert udd\rangle &\vert dud\rangle &\vert ddu\rangle \end{array}}\right)\left({\begin{array}{ccc}2&-1&-1\\-1&2&-1\\-1&-1&2\end{array}}\right)\left({\begin{array}{c}\vert \downarrow \uparrow \uparrow \rangle \\\vert \uparrow \downarrow \uparrow \rangle \\\vert \uparrow \uparrow \downarrow \rangle \end{array}}\right)}
Aquí, {\displaystyle \vert u\rangle } és l'estat propi de sabor del quark amunt i {\displaystyle \vert d\rangle } és l'estat propi de sabor del quark avall, mentre que {\displaystyle \vert \uparrow \rangle } i {\displaystyle \vert \downarrow \rangle } són els estats propis de {\displaystyle S_{z}}. Malgrat això la manera tècnicament correcta de denotar el protó i neutró en termes del sabor de quarks i estats propis d'espín, això gairebé sempre es passa per alt i hom s'hi refereix simplement com uud i udd.
De manera similar, la simetria isoespín dels pions és donada per:
{\displaystyle \vert \pi ^{+}\rangle =\vert u{\overline {d}}\rangle }
{\displaystyle \vert \pi ^{0}\rangle ={\frac {1}{\sqrt {2}}}\left(\vert u{\overline {u}}\rangle -\vert d{\overline {d}}\rangle \right)}
{\displaystyle \vert \pi ^{-}\rangle =-\vert d{\overline {u}}\rangle }
La línia sobre les lletres denota, com és usual, la representació del complex conjugat de SU(2) o equivalentment l'antiquark.

## Isoespín feble
Els quarks també senten la interacció feble; tanmateix, els estats propis de massa de les interaccions fortes no són exactament els mateixos de la interacció dèbil. Aleshores, mentre hagi un parell de quarks u i d que prenen part en la interacció feble, que no són els mateixos que els quarks forts u i d. La diferència és donada per la rotació, aquelles magnituds són anomenades l'angle de Cabibbo o més generalment la matriu CKM.